# Xã Colfax, Quận Daviess, Missouri
Xã Colfax (tiếng Anh: Colfax Township) là một xã thuộc quận Daviess, tiểu bang Missouri, Hoa Kỳ. Năm 2010, dân số của xã này là 613 người.